# KeePassX
KeePassX — свободная программа для хранения паролей, распространяемая по лицензии GPL. Программа является форком менеджера паролей KeePass, переписанным на C++.
Программа построена с использованием библиотеки Qt, что позволяет после перекомпиляции запускать её в Windows, macOS и Linux.
KeePassX поддерживает алгоритмы Advanced Encryption Standard и Twofish для шифрования паролей своих баз данных.
С января 2006 года, базы данных, созданные с KeePassX 0.2.2 являются двоично-совместимыми с базами данных, созданные в версии 1.06 KeePass.
KeePassX также поддерживает импорт из KeePassX 1.x XML, PwManager и KWallet XML.
7 декабря 2015 года была выпущена новая версия программы 2.0. Основным нововведением является переход на формат базы .kdbx. Из других нововведений:
- поддержка настраиваемых пользователем значений для полей;
- возможность открыть несколько баз данных в одном окне (в предыдущих версиях для открытия двух и более баз данных требовалось запускать отдельную копию приложения);
- возможность добавлять несколько файловых вложений для каждой записи.

В версии 2.1 ожидался отказ от поддержки Qt 4 в связи с окончанием поддержки самой библиотеки и полный переход на библиотеку Qt 5.
9 декабря 2021 года на официальном сайте появилось сообщение о прекращении разработки и рекомендация переходить на KeePassXC